# Ouragan Nadine (2012)
Pour les articles homonymes, voir Cyclone tropical Nadine.
L’ouragan Nadine est le quatorzième système tropical nommé et le huitième ouragan de la saison cyclonique 2012 dans l'océan Atlantique nord. Le système s’est formé à partir d’une onde tropicale voyageant à l’ouest des îles du Cap-Vert le 10 septembre. Le lendemain, devenue tempête tropicale, Nadine s’est intensifiée. Après s’être d’abord dirigée vers le nord-ouest, elle a viré vers le nord loin de toute terre. Tôt le 15 septembre, elle a atteint le stade d’ouragan de catégorie 1 alors qu’elle virait vers l’est. Peu après, une augmentation du cisaillement vertical du vent affaiblit Nadine et le 16 septembre, elle était redevenue tempête tropicale. Le lendemain, la tempête a commencé à se déplacer vers le nord-est et a menacé les Açores. Tard le 19 septembre, Nadine a viré vers l’est-sud-est avant d’atteindre les îles et a erré au milieu de l'Atlantique Nord jusqu'au 3 octobre. Passant alors à nouveau à travers les Açores et devenant un cyclone post-tropical, la tempête fut absorbée par un front froid le 4.
Nadine a duré au total 24 jours en tant que cyclone tropical, subtropical et post-tropical, dont 22,25 jours en tant que système tropical. Ceci lui donne la quatrième plus longue vie jamais enregistré dans le bassin atlantique. La tempête a produit des vents de force de tempête tropicale sur quelques îles.

## Évolution météorologique
Tard le 7 septembre, une onde tropicale en altitude et une faible dépression en surface quittèrent la côte ouest de l'Afrique. Le jour suivant l'activité orageuse se développa autour du centre de ce système et le National Hurricane Center (NHC) lui donna une bonne chance de devenir un cyclone dans son bulletin tropical. Le 11 septembre à 15 h UTC, l'évaluation avec la technique de Dvorak des images du satellite météorologique permit au NHC de déterminer qu'il avait affaire à la dépression tropicale 14.
La nuit suivante, une augmentation rapide de la convection autour de la dépression mena à son rehaussement au niveau de tempête tropicale, nommée Nadine. Sa trajectoire était alors ouest-nord-ouest et elle devint plus tard nord-ouest en contournant l'anticyclone subtropical des Bermudes. Les faibles conditions de cisaillement des vents en altitude furent favorables à une intensification jusque tard le 13 septembre. Par la suite, le cisaillement augmenta, séparant le centre en altitude de celui à la surface de mer jusqu'au 15 septembre mais ne l'empêchant pas de devenir le huitième ouragan de la saison vers 3 h UTC.
Nadine atteignit son maximum peu après avec des vents estimés à 130 km/h, puis redevint une tempête tropicale le 17 septembre. Dans les jours précédents, la trajectoire avait fait déjà une courbe vers le nord puis l'est, se dirigeant vers les Açores. À 10 h UTC le 18 septembre, la première veille de tempête tropicale fut émise pour les îles de Flores et Corvo. Un peu plus tard, ce fut tout l'archipel qui fut mis en alerte cyclonique.
Encore une fois Nadine changea de direction pour tourner vers le sud-est et passer bien au sud des Açores. Ainsi le 20 septembre, seuls des vents 74 km/h furent signalés sur Flores. Le 21, Nadine devint une tempête subtropicale et perdit la plus grande partie de ses orages. Elle se changea en dépression post-tropicale tôt le 22 septembre mais un creux barométrique en altitude lui permit de recouvrer son statut de tempête tropicale le matin du 23.
Par la suite, Nadine erra entre les Açores et la côte africaine durant plusieurs jours à la recherche de conditions favorables à un redéveloppement. Le 28 septembre à 15 h UTC, le National Hurricane Center reclassa finalement le système comme un ouragan de catégorie 1 alors que sa position était à 1 145 km au sud-ouest des Açores. Dans les jours suivants, Nadine oscilla d'intensité entre une tempête tropicale et un ouragan, se déplaçant lentement en boucles vers le nord-ouest dans un environnement marginalement favorable,. Le 1er octobre, une veille de tempête tropicale fut émise à nouveau pour les Açores 15 h UTC et elle fut changée en alerte en soirée par les autorités portugaises alors que Nadine était à 1 140 km à l'ouest-sud-ouest de l'archipel. Au matin du 3 octobre, la tempête tropicale avait tourné vers le nord-est en accélération vers les Açores.
À 3 h UTC le 4 octobre, Nadine se retrouva dans le secteur chaud d'une dépression des latitudes moyennes sous une forte circulation en altitude. Bien qu'ayant conservé son caractère tropical distinct, elle n'en avait plus pour longtemps avant d'être absorbée. Ses vents maximaux soutenus n'était plus que de 75 km/h, sa pression centrale de 1002 mb et Nadine se trouvait à 300 km des Açores. La tempête traversa sans trop de dommages les Açores entre 9 h et 12 h UTC puis fut déclaré un système post-tropical absorbé par un front froid à 15 UTC, alors que ses restes se trouvaient 140 km au nord-nord-est de la base aérienne de Lajes.

## Conséquences

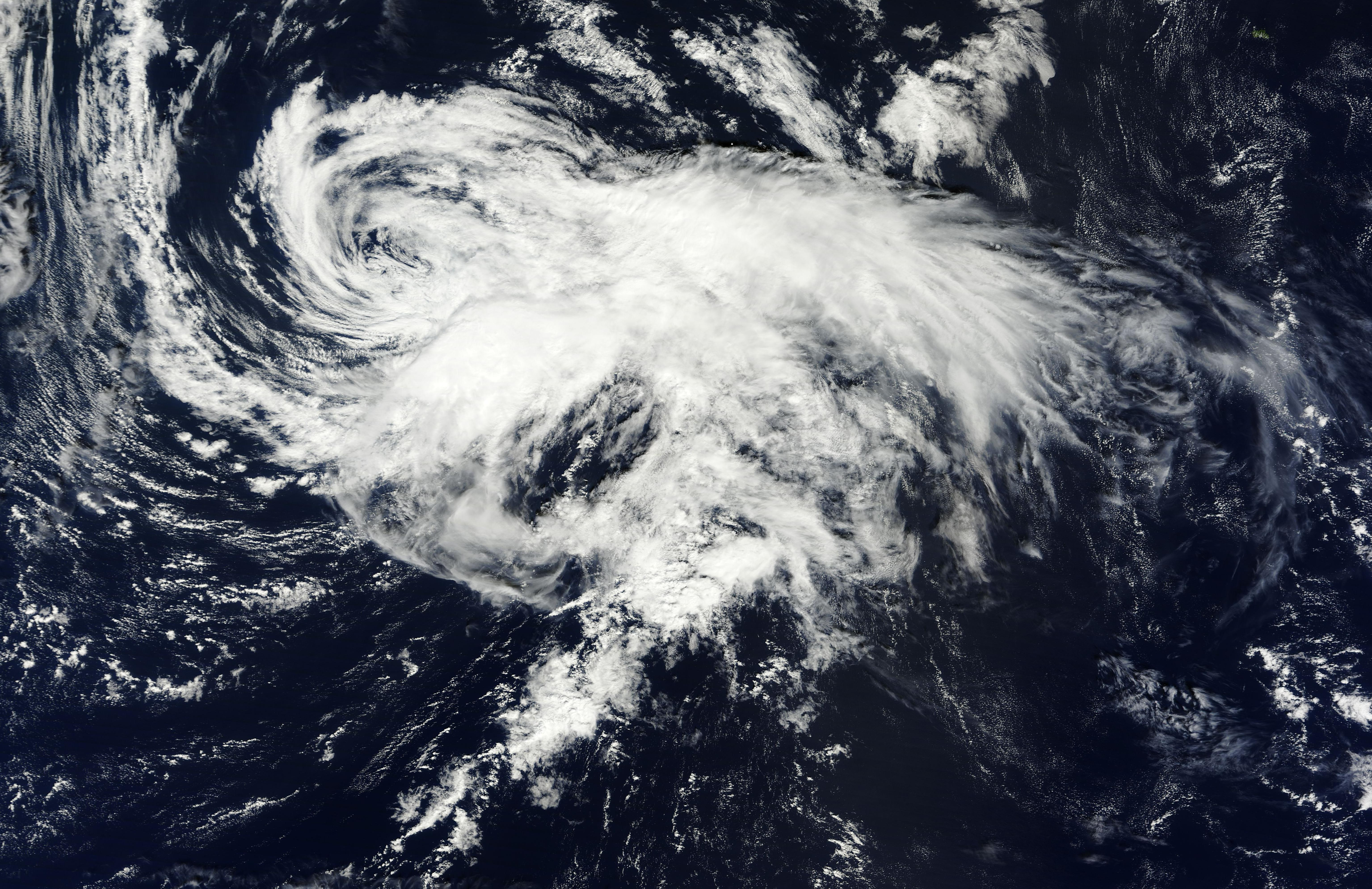
Nadine s'approchant pour une seconde fois des Açores le 3 octobre, encore tempête tropicale.

Des avertissements et des veilles de cyclones tropicaux ont été émis à deux reprises lorsque Nadine s'est approchée des Açores. Lors de la deuxième approche de la tempête vers les Açores, les écoles ont été fermées et les vols annulés.
Tard le 20 septembre, Flores a signalé une rafale de 74 km/h. Des vents soutenus de 100 km/h et une rafale jusqu'à 130 km/h) ont été signalés à Horta sur l'île de Faial, lorsque Nadine est passée au sud le 21 septembre. Le 4 octobre, lors de la deuxième approche, la vitesse de vent soutenu la plus élevée signalée était 61 km/h à São Miguel, tandis que la rafale la plus forte était de 140 km/h à la centrale éolienne de Santa Maria. Sur l'île de Pico, le trottoir de la salle de sport de l'école primaire et secondaire de Lajes do Pico a été détruit.
Les restes de Nadine ont produit un panache d'humidité qui a donné de fortes pluies sur le Royaume-Uni, en particulier en Angleterre et au pays de Galles, atteignant 130 mm à Ravensworth. Les pluies ont inondé des maisons ainsi que perturbé les routes et les voies ferrées,.

## Records
Nadine est système tropical ayant eu la plus longue durée de vie en 2012 dans le bassin Atlantique nord. À moins d'une réanalyse subséquente, elle est historiquement ex æquo avec Ginger de 1971 pour la seconde plus longue vie comme tempête tropicale et ouragan, à 21 jours. Nadine vient finalement au quatrième rang pour la durée de vie totale, incluant la portion comme dépression tropicale, à 22,25 jours selon le National Hurricane Center.